# Сораюта Промпота
Сораюта Промпота (Sorayouth Prompoj) (тай. สรยุตม์ พรหมพจน์) (16 серпня 1949) — таїландський дипломат. Надзвичайний і Повноважний Посол Таїланду в Україні за сумісництвом (2005—2008).

## Життєпис
Народився 16 серпня 1949 року в родині підприємців. Початкову освіту здобув у Коледжі Вачіравуда, потім навчався в США в Кренбрукській школі в штаті Мічиган. У 1971 році закінчив Оклендський університет зі ступенем бакалавра політології. У 1972 отримав звання магістра азійських досліджень в Університеті штату Мічиган. У 1991 році закінчив Національний оборонний коледж Таїланду.
Кар'єру почав у Канцелярії Секретаріату прем'єр-міністра Таїланду, де в 1972 році був призначений начальником відділу інформації. У 1976 році перейшов на дипломатичну роботу в Міністерство закордонних справ в якості аташе відділу економічної інформації Департаменту з економічних питань. У 1977 році був підвищений до посади третього секретаря, в 1979 — до посади другого секретаря.
У 1980 році направлений у посольство Королівства Таїланд в Токіо в якості другого секретаря. У 1983 році обійняв посаду першого секретаря посольства. У 1984 році переведений до Департаменту політичних питань на посаду першого секретаря відділу Східної Азії. З 1985 року обійняв посаду першого секретаря в Канцелярії Секретаріату міністерства, а потім з 1986 року працював на посаді радника Департамент з політичних питань. Через рік очолив в департаменті відділ з європейських справ. У 1989 році переведений помічником державного секретаря в секретаріат Державного департаменту. У 1990 р підвищено на посаді до рівня посла.
У 1992—1998 рр. — Надзвичайний і Повноважний Посол Королівства Таїланд в Республіці Філіппіни.
У 1998—2002 рр. — посол Таїланду в Австрії, одночасно виконуючи обов'язки посла в Словаччині та Словенії, а також будучи надзвичайним і повноважним послом ООН у Відні.
У 2005—2007 рр. — Надзвичайний і Повноважний Посол Королівства Таїланд в РФ, а також в Україні та у Вірменії, Молдові, Білорусь і Грузії.
З 2007 року — Надзвичайний і Повноважний Посол Таїланду в Німеччині.